# Transi

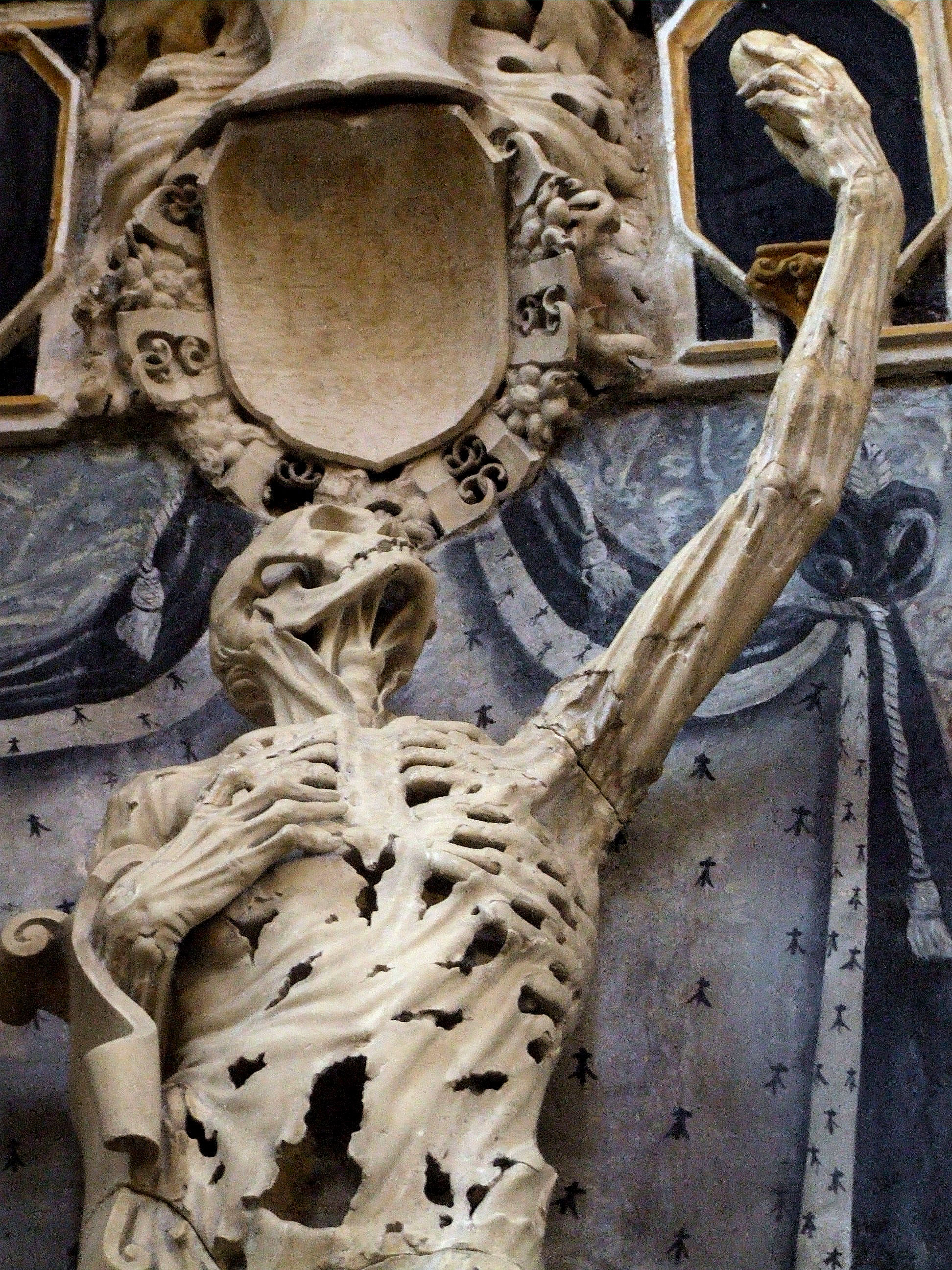
Fragment nagrobka René de Chalon

Transi (fr. Le Transi) – w sztuce sepulkralnej figura przedstawiająca ciało zmarłego w stanie rozkładu toczone przez robaki. Pojawia się od późnego średniowiecza do baroku.
Najbardziej znaną figurę tego typu, umieszczoną na grobowcu księcia René de Chalon (1547), wykonał Ligier Richier.